# Akt Zjednoczenia

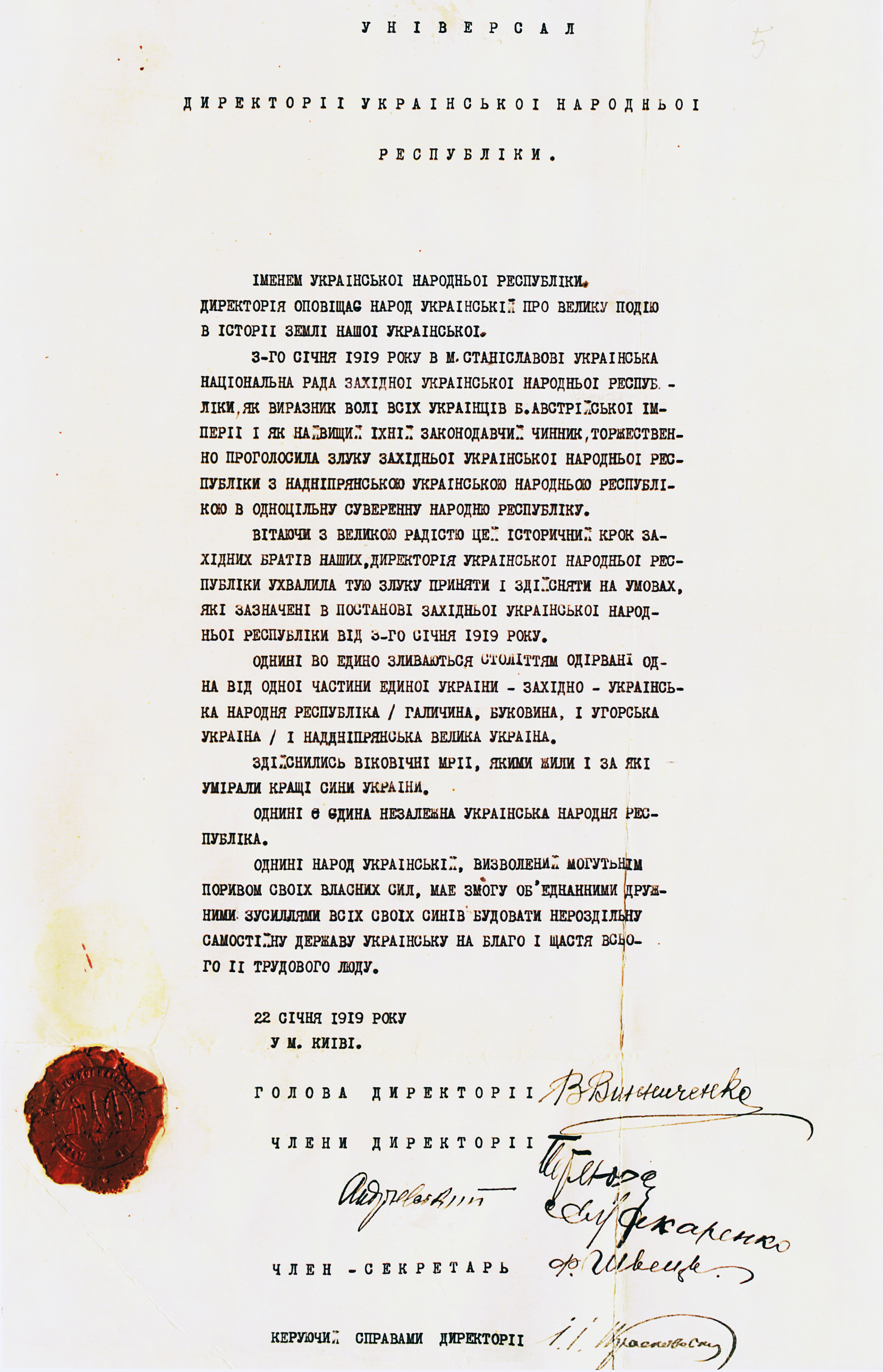
Dokument Aktu Zjednoczenia

Akt Zjednoczenia (ukr. Акт Злуки lub Велика Злука) – w historiografii ukraińskiej uroczyste ogłoszenie zjednoczenia Ukraińskiej Republiki Ludowej i Zachodnioukraińskiej Republiki Ludowej w zjednoczoną Ukrainę, które miało miejsce 22 stycznia 1919. Rocznica tego dnia jest świętem narodowym Ukrainy, nazywanym Dniem Jedności Ukrainy.
Zjednoczenie to zostało wywołane przez utworzenie 28 listopada 1918 na terytorium Rosji sowieckiej marionetkowego sowieckiego rządu Ukrainy (Tymczasowy Robotniczo-Chłopski Rząd Ukrainy), który zwrócił się do Moskwy o pomoc wojskową. 3 stycznia 1919 Armia Czerwona wkroczyła do Charkowa, a w lutym zajęła Kijów, tworząc Niezależną Ukraińską Sowiecką Republikę Socjalistyczną. Niemal jednocześnie z wkroczeniem wojsk bolszewickich na Ukrainie rozpoczął się „czerwony terror”.
10 listopada 1918 Ukraińska Partia Narodowo-Demokratyczna złożyła wniosek do władz URL o podjęcie starań na rzecz połączenia obu republik. 1 grudnia 1918 w Fastowie zawarto przedwstępny układ o zjednoczeniu. 3 stycznia 1919 Ukraińska Rada Narodowa podjęła w Stanisławowie uchwałę o połączeniu Zachodnioukraińskiej Republiki Ludowej i Ukraińskiej Republiki Ludowej.
W styczniu zorganizowano w Kijowie Kongres Pracy Ukrainy, w którym na 593 miejsca 65 zarezerwowano dla delegatów z byłej Zachodnioukraińskiej Republiki Ludowej, a do 5-osobowego składu Dyrektoriatu dołączono Jewhena Petruszewycza. Kongres zatwierdził Akt Zjednoczenia Ukraińskiej Republiki Ludowej i Zachodnioukraińskiej Republiki Ludowej, i przekazał władzę ustawodawczą i wykonawczą Dyrektoriatowi URL.
W obliczu zagrożenia 22 stycznia 1919 na placu Sofijskim w Kijowie ogłoszono akt zjednoczenia Ukraińskiej Republiki Ludowej i Zachodnioukraińskiej Republiki Ludowej w Ukraińską Republikę Ludową. W wyniku niepomyślnego dla strony ukraińskiej przebiegu działań w wojnie na dwa fronty, Ukraińcy zmuszeni byli podpisać 16 czerwca 1919 we Lwowie rozejm ze stroną polską, a 30 sierpnia 1919 połączone armie ukraińskie odzyskały Kijów, z którego musiały się następnego dnia wycofać na rzecz Sił Zbrojnych Południa Rosji dowodzonych przez  gen. Antona Denikina.
Dekretem wydanym przez prezydenta Ukrainy Łeonida Kuczmę, podpisanym 25 stycznia 1999, rocznica podpisania Aktu Zjednoczenia jest ukraińskim świętem państwowym, obchodzonym 22 stycznia.